# Улица Генерала Шифрина
У́лица Генерала Шифрина — улица в Юбилейном микрорайоне города Краснодара на территории Западного округа. Пролегает между бульваром им. Клары Лучко и улицей Академика Лукьяненко.
Сквозного проезда на Западный обход не имеет.
Ограничена с востока территорией КубГАУ, с Запада — рекой Кубань.

## История
Улица названа в честь генерала И. Л. Шифрина в 2012 году.

## Здания и сооружения
По состоянию на май 2020 года на улице расположено 4 высотных многоквартирных дома жилого комплекса «Новый город» и несколько нежилых зданий.